# Румор
Румор (нем. Rumohr (Gemeinde)) — община в Германии, в земле Шлезвиг-Гольштейн. 
Входит в состав района Рендсбург-Экернфёрде. Подчиняется управлению Мольфзее.  Население составляет 742 человека (на 31 декабря 2010 года). Занимает площадь 8,6 км².